# Ștefan Barbu
Ștefan Barbu (Arad, 1908. március 2. – Arad, 1970. június 30.) román válogatott labdarúgó.
A román válogatott tagjaként részt vett az 1930-as világbajnokságon.

## Sikerei, díjai
Rapid București
- Román kupagyőztes (3): 1934–35, 1935–36, 1937–38

Egyéni
- A román bajnokság gólkirálya (1): 1935–36